# Amélie de Boufflers
Marie-Amélie de Boufflers (5 de mayo de 1751-27 de junio de 1794), duquesa de Lauzun y de Biron por matrimonio, fue una aristócrata francesa.

## Primeros años y matrimonio
Única hija de Charles Joseph de Boufflers (1731-1751), último duque de Boufflers y gobernador de Flandes y Hainaut, y de Marie Anne Philippine de Montmorency-Logny (1732-1797), dama del palacio de María Leszczyńska y posteriormente de María Antonieta, fue la heredera de su abuela, Madeleine Angélique de Neufville de Villeroy (1707-1787), viuda de Joseph Marie de Boufflers (1706-1747), casada en segundas nupcias con Charles-François Montmorency (1702-1764), mariscal duque de Luxemburgo.
En 1760, durante un viaje con su abuela, Amélie conoció a Jean-Jacques Rousseau, quien posteriormente diría sobre ella:

Era una persona encantadora. Realmente poseía una figura, una dulzura, una timidez virginal. Nada más amable y más interesante que su rostro, nada más tierno y más casto que los sentimientos que inspiró.

El 4 de febrero de 1766 contrajo matrimonio con Armand Louis de Gontaut, duque de Lauzun y, posteriormente, duque de Biron, quien a los pocos meses del enlace, cansado de la timidez de su esposa, empezó a tener aventuras extramatrimoniales.

## Revolución francesa
Amélie huyó a Inglaterra en 1791, regresando a Francia al poco tiempo para evitar verse afectada por los decretos relativos a los emigrantes. Tras el asalto al Palacio de las Tullerías el 10 de agosto de 1792, Amélie volvió a emigrar, si bien regresó con el fin de impedir la confiscación de sus bienes. Arrestada en dos ocasiones, fue condenada a muerte y ejecutada en la guillotina el 27 de junio de 1794, siendo enterrada en el cementerio de Picpus.
- Datos: Q2844778
- Multimedia: Amélie de Boufflers / Q2844778